# Phyllotreta hemipoda
Phyllotreta hemipoda es una especie de insecto coleóptero de la familia Chrysomelidae. Fue descrita científicamente en 1909 por Abeille.